# Шёлькопф, Бернхард
Бернхард Шёлькопф (Bernhard Schölkopf; род. 20 февраля 1968, Штутгарт) — немецкий учёный, математик и физик, специалист по искусственному интеллекту.
Член Леопольдины (2016), профессор, доктор, директор Max Planck Institute for Intelligent Systems.

## Биография
Изучал физику, математику и философию в Тюбингене и Лондоне (в 1992 году получил в Лондонском университете степень магистра, будучи также отмечен Lionel Cooper Memorial Prize, а в 1994 году получил диплом по физике в Тюбингенском университете), в 1997 году в Берлинском техническом университете получил докторскую степень по информатике. Занимался у Владимира Вапника. Сотрудничал в AT&T Bell Laboratories, Microsoft Research, Biowulf Technologies. В 2001—2011 гг. директор Max Planck Institute for Biological Cybernetics. В 2011 году стал одним из директоров-основателей Max Planck Institute for Intelligent Systems, где числится и поныне. С 2002 года почётный профессор Берлинского технического университета.
Фелло Ассоциации вычислительной техники (2017).
Награды и отличия
- Royal Society Milner Award[англ.] (2014)[7]
- Премия имени Лейбница (2018)[8]
- Landesforschungspreis Baden-Württemberg[нем.] (2018)
- Премия Кёрбера (2019)[9]